# Sam Trautman
Kolonel Samuel 'Sam' Trautman is een personage in de Rambo-franchise.
Zijn eerste opwachting maakte hij in David Morrells boek, First Blood. Het aandeel van het personage werd vergroot en uitgebreid in de filmserie, waarin hij werd gespeeld door Richard Crenna. Kirk Douglas werd eerst gecast voor de rol, maar hij was niet akkoord met het eindverloop van het verhaal. Regisseur Ted Kotcheff en producenten Mario Kassar en Andrew G. Vajna waren het er niet mee eens en Douglas verliet de productie. Richard Crenna werd hierna benaderd en arriveerde de volgende dag.

## Beschrijving
Sam Trautman werd geboren in 1929 en sloot zich aan bij de United States Army bij het einde van de Tweede Wereldoorlog. Nadat hij had gediend in de Koreaanse Oorlog, voegde Trautman zich bij de Speciale eenheid en kreeg en commissie. Bij de start van de Vietnamoorlog begon hij zijn eerste gevechtstour als adviseur van de ARVN. Na zijn terugkeer in de VS, werd Trautman geselecteerd om een speciale eenheid te formeren om een grenspatrouille te vormen langs de Zuid- en Noord-Vietnamese grenzen. Het was daar dat Trautman voor het eerst in aanraking kwam met ene John Rambo, die de jongste was binnen de groep en zijn thuis met een misdadige vader achter zich gelaten had. Na maanden van trainingen werd Trautman een soort vader voor de jonge Rambo. Toen Trautman de zware 'Special Forces' training beëindigde, werden ze op hun eerste van twee opdrachten gestuurd. Trautmans team kreeg de codenaam van 'Baker Team', dat meestal uit acht mannen bestond.
De leden waren: John 'Raven' Rambo, Delmore Barry, Joseph 'Joey' Danforth, Manuel 'Loco' Ortega, Paul Messner, Delbert Krackhauer, Giuseppe 'Greasy Cunt' Colleta, Ralph Jorgenson. Rambo, Barry en Trautman zijn waarschijnlijk de enige overlevenden van het 'Baker Team' van de Vietnamperiode.